# Mikroconchoecia stigmatica
Mikroconchoecia stigmatica är en kräftdjursart som först beskrevs av G. W. Müller 1906.  Mikroconchoecia stigmatica ingår i släktet Mikroconchoecia och familjen Halocyprididae. Inga underarter finns listade i Catalogue of Life.